# Hydropsyche fumata
Hydropsyche fumata là một loài Trichoptera trong họ Hydropsychidae. Chúng phân bố ở miền Cổ bắc.